# Benedetta Tobagi
Benedetta Tobagi (Milano, 24 gennaio 1977) è una scrittrice e conduttrice radiofonica italiana.

## Biografia
Benedetta Tobagi è la figlia minore del giornalista Walter Tobagi, assassinato dalla "Brigata XXVIII marzo" il 28 maggio 1980. Laureata in Filosofia, ha lavorato alcuni anni nella produzione audiovisiva, occupandosi in particolare di documentari, e in campo editoriale. Collabora con il quotidiano la Repubblica; ha condotto la trasmissione Pagina 3 su Radio 3 e l'edizione 2011/2012 del programma mattutino Caterpillar AM su Radio 2 insieme a Filippo Solibello, Marco Ardemagni e Cinzia Poli. È dottore di ricerca in storia presso il dipartimento di italianistica dell'Università di Bristol e borsista di ricerca presso l'Università di Pavia.
Il suo primo libro, Come mi batte forte il tuo cuore, dedicato alla memoria del padre ha vinto numerosi premi, tra cui il Premio Estense, il Premio Sciascia, il Premio Capalbio, il Premio Brignetti Isola d'Elba e il Premio Napoli - Libro dell'Anno 2010 per la sezione "Letteratura italiana" e il Premio Libraio di Padova. Per la sua attività giornalistica ha vinto il Premiolino nell'edizione del 2011. Segue le attività di associazioni e centri di documentazione dedicati ai terrorismi e alle mafie (Rete degli archivi per non dimenticare). È stata promotrice del progetto della "Casa della memoria" sul terrorismo e le stragi a Milano. Il secondo libro, "Una stella incoronata di buio. Storia di una strage impunita" (Einaudi 2013) ha vinto il premio Lo Straniero e il premio Pozzale Luigi Russo. Nel settembre 2016 è uscito il suo libro "La scuola salvata dai bambini. Viaggio nelle classi senza confini" (Rizzoli). Nel 2019 ha pubblicato il saggio "Piazza Fontana. Il processo impossibile" (Einaudi).
In occasione delle elezioni del 2009 per il rinnovo dell'amministrazione provinciale di Milano è stata candidata per la lista civica del presidente uscente Filippo Penati, sconfitto al ballottaggio. Dal 5 luglio 2012 all'agosto 2015 insieme a Gherardo Colombo è stata consigliere di amministrazione della Rai, nominata su indicazione di un gruppo di associazioni della società civile, con voti del PD. Il 16 settembre 2023 ha vinto il Premio Campiello per La resistenza delle donne, pubblicato da Einaudi.

## Riconoscimenti
Nel 2011 ha vinto il Premiolino con la seguente motivazione: «Collabora con La Repubblica, scrivendo di questo paese con uno sguardo etico e mai moralista, con semplicità e cultura. Firma nuova e giovane, è il segno di un giornalismo d'impegno e credibilità che continua a tener alto il valore della comunicazione scritta».

## Opere
- Come mi batte forte il tuo cuore. Storia di mio padre, Collana Frontiere, Torino, Einaudi, 2009, ISBN 978-88-06-19888-6.
- Una stella incoronata di buio. Storia di una strage impunita, Collana Frontiere, Torino, Einaudi, 2013, ISBN 978-88-06-20630-7. - Nuova ed., Collana ET Saggi, Einaudi, 2019, ISBN 978-88-062-4151-3.
- La scuola salvata dai bambini. Viaggio nelle classi senza confini, Collana Saggi italiani, Milano, Rizzoli, 2016, ISBN 978-88-17-09013-1.
- Piazza Fontana. Il processo impossibile, Collana Passaggi, Torino, Einaudi, 2019, ISBN 978-88-06-24095-0.
- La Resistenza delle donne, Collana Frontiere, Torino, Einaudi, 2022, ISBN 978-88-06-25366-0.
- Segreti e lacune. Le stragi tra servizi segreti, magistratura e governo, Collana Storia, Torino, Einaudi, 2023, ISBN 978-88-06-25450-6.
- Le stragi sono tutte un mistero, Collana Fact Checking, Roma-Bari, Laterza, 2024, ISBN 978-88-581-5006-1.

### Curatele
- Cambogia, dentro lo sterminio, in allegato al DVD S21: La macchina di morte dei Khmer rossi, di Rithy Panh, Collana Real Cinema, Milano, Feltrinelli, 2007, ISBN 978-88-07-74030-5.